# حكومة محلية

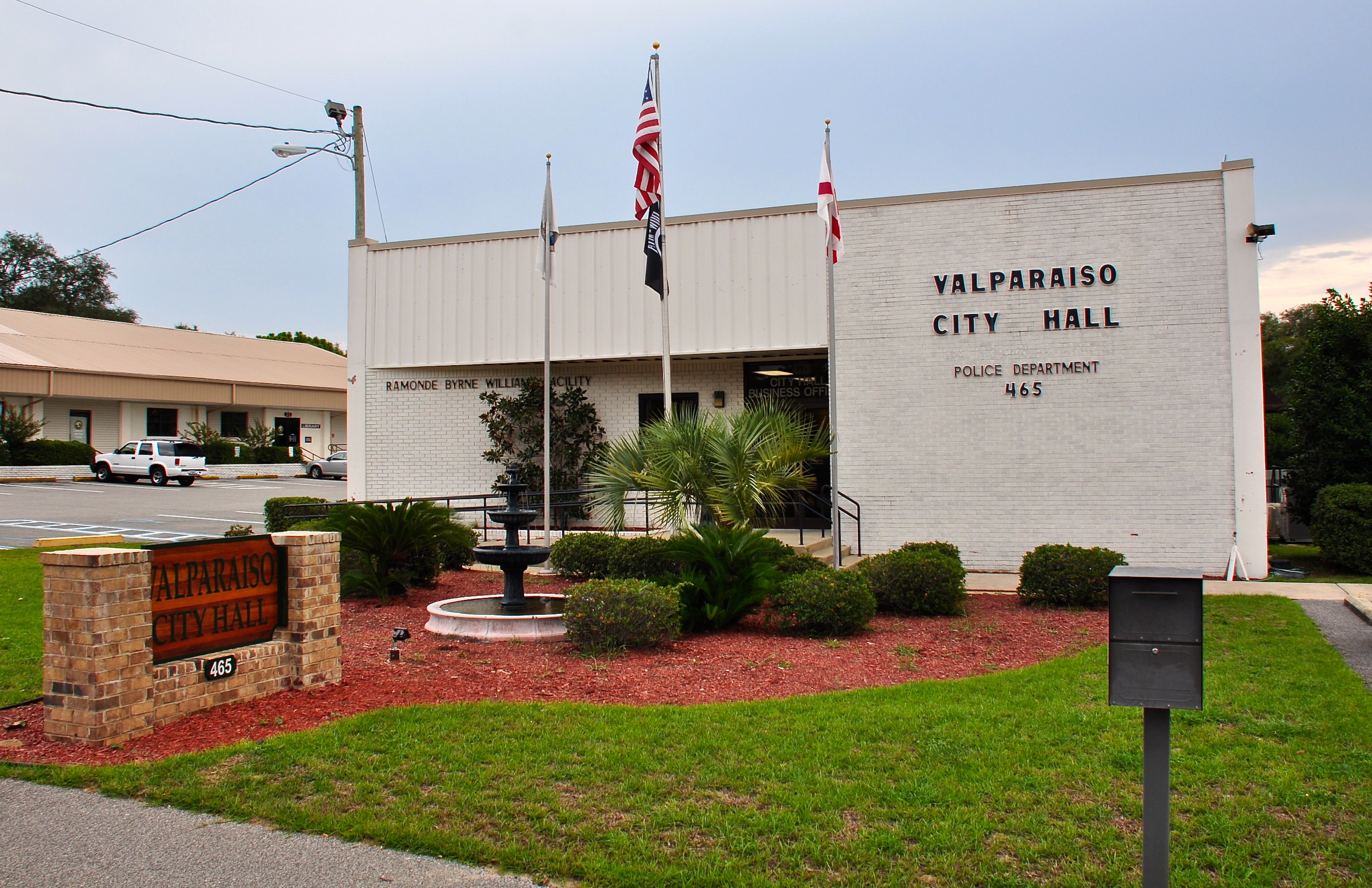

الحكومة المحلية (بالإنجليزية: Local government)‏ تشير إلى السلطات الإدارية على مناطق دول الكرة الأرضية التي هي أصغر من الدولة ويستخدم مصطلح الحكومة المحلية على النقيض من مكاتب الدولة على المستوى القومي، والتي يشار إليها باسم الحكومة الفيدرالية أو الحكومة المركزية أو الحكومة الوطنية.